# William Glasdale
William Glasdale, également connu sous le nom Classidas (que l'on trouve également orthographié Glacidas) ou encore Clasdas (déformations françaises), fut un capitaine anglais de la fin de la guerre de Cent Ans.

## Mort au siège d’Orléans
Lors du siège d'Orléans (octobre 1428-mai 1429), alors dernier commandant anglais de la bastille des Tournelles, il traite, du haut de la bastille, Jeanne d'Arc de « putain des Armagnacs » en réponse à la lettre qu'elle avait envoyée aux Anglais leur demandant de lever le siège d'Orléans.
Au cours des combats, il tombe armé depuis les murailles dans la Loire et s'y noie. Peu après eut lieu la prise des Tournelles par les Français, emmenés par Jeanne d'Arc.

### Sources primaires imprimées
- Pierre Duparc ( éd.), Procès en nullité de la condamnation de Jeanne d'Arc, t. IV : Traduction, Paris, C. Klincksieck (Société de l'histoire de France), 1986, 238 p. (ISBN 2-252-02508-5), p. 76Témoignage de frère Jean Pasquerel en 1456.